# Les Lubies d'Arthur
 (mai 2025).
Motif : Faible notoriété dans l'ensemble de ce roman.
- Archive Wikiwix
- Bing
- Cairn
- DuckDuckGo
- E. Universalis
- Gallica
- Google
- G. Books
- G. News
- G. Scholar
- Persée
- Qwant
- (zh) Baidu
- (ru) Yandex
- (wd) trouver des œuvres sur Wikidata

| 1. | Préciser le motif de la pose du bandeau. | Précisez le motif de la pose du bandeau en utilisant la syntaxe suivante : {{admissibilité à vérifier\|date=mai 2025\|motif=remplacez ce texte par le motif}}                            |
| 2. | Informer les utilisateurs concernés.     | Pensez à avertir le créateur de l'article, par exemple, en insérant le code ci-dessous sur sa page de discussion : {{subst:avertissement admissibilité à vérifier\|Les Lubies d'Arthur}} |

Les Lubies d’Arthur est un roman d’Hervé Guibert publié aux Éditions de Minuit en 1983. Le texte, comprenant 59 chapitres, relate les aventures de deux personnages Arthur et Bichon.

## Commentaires
Le roman reprend des sujets de livres d’aventures : sous- marin, corsaires, magiciens. L’auteur réinterprète les aventures en forçant le caractère horrible, morbide et fantastique des scènes. Il fait référence au texte d’Edgar Allan Poe, Les Aventures d'Arthur Gordon Pym. La vie des saints, les miracles sont aussi matière à inspiration et à déformations. L’œuvre ainsi recomposée est étrange, et l’auteur perturbe en outre le processus imaginaire en introduisant des éléments de sa propre vie. Au cours du dernier chapitre, il dresse son autoportrait.